# Eva Turitz
Eva Turitz-Lieven, född 11 mars 1911 i Kiruna, död 2 februari 1977, var en svensk skådespelare. 

## Filmografi
- 1934 – Uppsagd
- 1936 – Janssons frestelse